# لیندون دیکس
لیندون دیکس (انگلیسی: Lyndon Dykes؛ زادهٔ ۷ اکتبر ۱۹۹۵) بازیکن فوتبال اهل بریتانیا است.
وی همچنین در تیم ملی فوتبال اسکاتلند بازی کرده‌است.